# Ladevèze-Rivière
Ladevèze-Rivière is een gemeente in het Franse departement Gers (regio Occitanie) en telt 225 inwoners (2004). De plaats maakt deel uit van het arrondissement Mirande.

## Geografie
De oppervlakte van Ladevèze-Rivière bedraagt 13,6 km², de bevolkingsdichtheid is 16,5 inwoners per km².

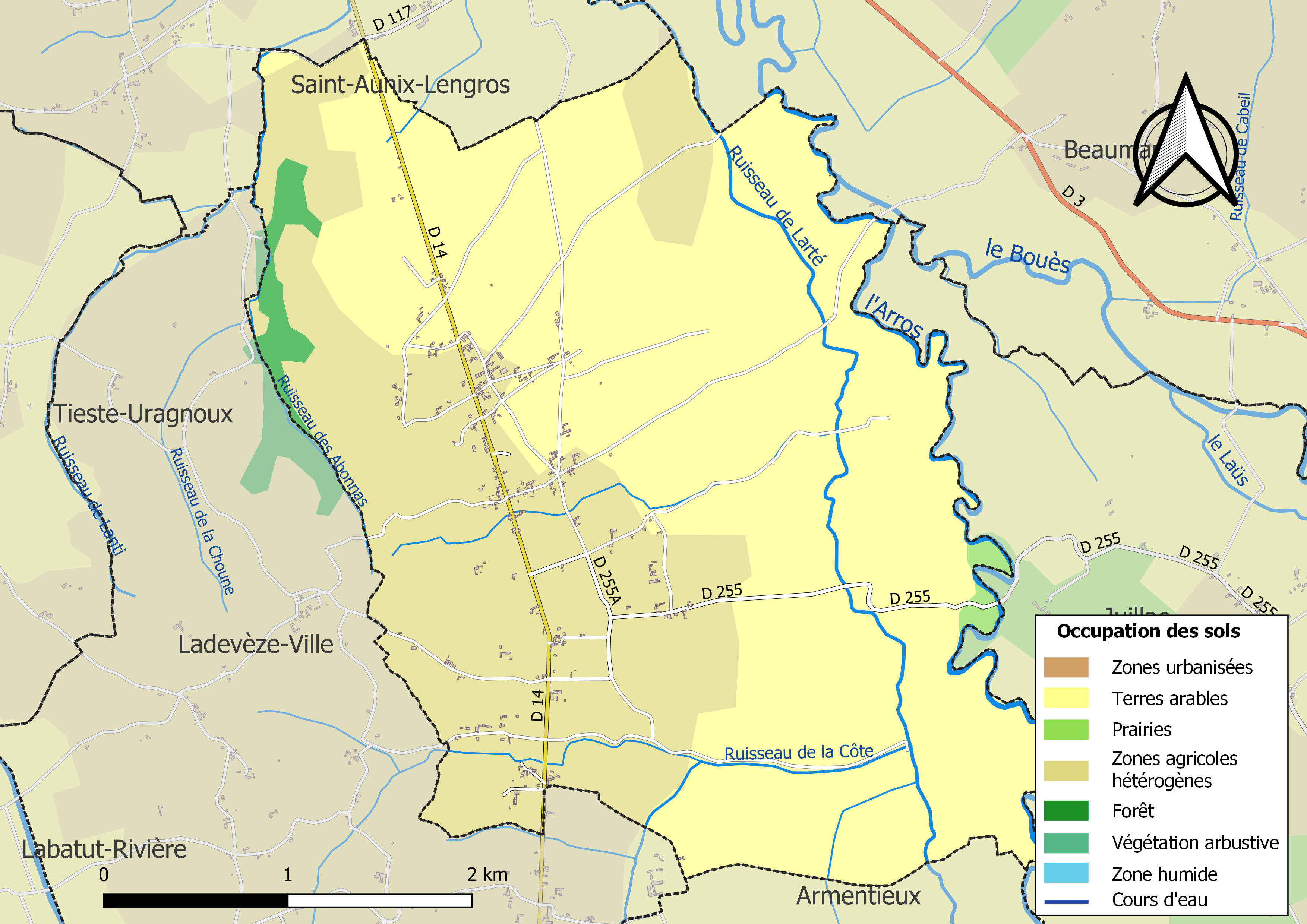
Kaart van de gemeente met belangrijkste infrastructuur, bodemgebruik en omliggende gemeenten

## Demografie
Onderstaande figuur toont het verloop van het inwonertal (bron: INSEE-tellingen).